# Premis Laurence Olivier
Els Premis Laurence Olivier o, simplement, Premis Olivier són atorgats per la Society of London Theatre i es concedeixen per reconèixer l'excel·lència al teatre professional. Reben el seu nom del celebrat actor britànic Lord Olivier, i són atorgats als espectacles del West End i en altres produccions representades a Londres. Els Premis Olivier són reconeguts internacionalment com el major honor al teatre britànic, i són considerats l'equivalent a la indústria del teatre als Premis BAFTA de cine i televisió.

## Història
Habitualment referits com els Premis Olivier, es presenten anualment a través d'una sèrie de categories que comprenen obres de teatre, musicals, dansa, òpera i teatre d'afiliats. La majoria dels premis es presenten per l'alt perfil comercial de les produccions vist als grans teatres del West End londinenc, conegut com a Theatreand.
Van ser creats a 1976 com els The Society of West End Theatre Awards, però el 1984, Lord Olivier donà el seu consentiment perquè els premis rebessin el seu nom en homenatge, i passaren a denominar-se Premis Laurence Olivier. Els premis són dirigits i finançats per The Society of London Theatre i la cerimònia és produïda anualment per Adam Spiegel.
Al teatre de Broadway, l'equivalent al Premi Olivier és el Premi Tony, i molts dels espectacles de llarga durada pel món han rebut premis i nominacions tant per les produccions de Londres com de Nova York, així com molts actors, directors, coreògrafs i dissenyadors han rebut nominacions a ambdós costats de l'Atlàntic.

## Jurat
Els Premis són atorgats en 4 panells separats per teatre, òpera, dansa i afiliats.
La majoria dels premis són atorgats en les categories de teatre, cobrint teatre de text i musical. Les categories de teatre són jutjades pel panell de teatre, que consisteix en 5 especialistes nomenats pel seu coneixement especialista i experiència professional. També hi ha 8 membres del públic, 4 per les obres de text i 4 més pels musicals.
Els panells d'òpera, dansa i afiliats consisteixen cadascun en 3 membres professionals especialistes en la seva àrea i dos membres del públic. El panell d'afiliats jutja les produccions teatrals representades a per membres afiliats de la Society of London Theatre, i habitualment treballen fora del "Theatreland" londinenc, i inclou teatres de repertori com l'Old Vic, el Young Vic o els Royal Court Theatres.
Qualsevol producció estrenada en qualsevol moment de l'any en un teatre membre de la Society of London Theatre és eligible per competir als Premis Olivier si ha tingut un mínim de 30 funcions. Després que es rebi la nominació, aquesta ha de ser recolzada pels membres de la Society i si té èxit, apareix al panell per ser jutjada.

## La Cerimònia de Lliurament
El 2005 i el 2006 la Cerimònia de Lliurament va ser presentada per Richard Wilson, mentre que el 2007 va ser co-presentada juntament amb Sue Johnston. El 2008 va ser presentada per Richard E. Grant, i el 2009 per James Nesbitt. Entre els presentadors trobem noms com Angela Lansbury, Barry Norman, Peter Barkworth, Anthony Hopkins, Sue Lawley, Diana Rigg, Edward Fox, Tim Rice, Gary Wilmot, Jane Asher, Tom Conti, Denis Quilley o Angela Rippon. Entre aquells que han atorgat un premi trobem a la Princesa Diana de Gal·les, Kevin Spavey, Sir Tom Stoppard, Eddie Izzard i, el 2007, Richard, fill de Laurence Olivier.

## Categories
| - Millor Actor - Millor Actriu - Millor Actuació en un Paper de Repartiment - Millor Actor Revelació - Obra - Comèdia - Millor Revival - Millor Actor de Musical - Millor Actriu de Musical - Millor Actuació en un Paper de Repartiment de Musical - Millor Actor en un Paper de Repartiment de Musical - Millor Actriu en un Paper de Repartiment de Musical - Millor Musical Nou - Millor Revival Musical - Millor Director - Millor Director de Musical - Millor Coreògraf - Millor Coreògraf teatral - Millor Vestuari - Millor Escenografia - Millor Il·luminació - Millor So | - Millor Producció de Dansa - Èxit més Destacat en Dansa - Millor Producció d'Òpera - Èxit més Destacat en Òpera - Èxit més Destacat en Teatre Afiliat - Premi Especial de la Society of London Theatre - Actuació Més Prometedora - Premi Laurence Olivier pel Millor Espectacle - Millor Empresa Teatral - Fita més destacada en música - Millor Entreteniment - Actor de l'Any en una Obra Nova - Actor de l'Any en un Revival - Actriu de l'Any en una Obra - Actriu de l'Any en un Revival - Millor Actor de Repartiment - Millor Actriu de Repartiment - Director d'una Obra - Director d'un Musical - Millor Actuació en un Musical - Millor Actuació en una Comèdia - Millor Escenografia - Èxit excepcional en un musical - Espectacle Més Popular |

## Persones amb més premis

### Gent
SET
- Judi Dench[1]
- William Dudley (dissenyador)
- Andrew Lloyd Webber (compositor)[2]

Officially Lloyd Webber has only won four Olivier Awards, however alongside his own awards for composing, three shows which he has produced have also won awards.
SIS
- Ian McKellen (actor)
- Alan Bennett (actor/escriptor)
- Richard Eyre (director)
- Stephen Sondheim (compositor)

CINC
- Matthew Bourne (coreògraf/director)
- Declan Donnellan (director)
- Mark Henderson (il·luminador)
- Mark Thompson (dissenyador)

QUATRE
- Michael Bryant (actor)
- Michael Gambon (actor)
- Michael Frayn (escriptor)
- Tim Goodchild (dissenyador)
- Clare Higgins (actor)
- Alex Jennings (actor)
- Sam Mendes (director)
- John Napier (dissenyador)
- Trevor Nunn (director)
- Philip Quast (actor)
- Willy Russell (escriptor)
- Simon Russell Beale (actor)
- Frances de la Tour (actor)

### Espectacles
SIS
- Nicholas Nickleby (1980)

CINC
- Guys and Dolls (1982)
- Sunday In The Park With George (2007)

QUATRE
- Hairspray (2007)
- All My Sons (2001)
- Billy Elliot - The Musical (2006)
- Hedda Gabler (2006)
- Oklahoma! (1999)
- Stanley (1997)
- She Loves Me (1995)
- Sweeney Todd (1994)
- Machinal (1994)
- An Inspector Calls (1993)
- Carousel (1993)

A més, Hairspray va rebre la xifra rècord d'11 nominacions.